# 1. deild kvinnur (2005)
W roku 2005 odbyła się 21. edycja 1. deild kvinnur – pierwszej ligi piłki nożnej kobiet na Wyspach Owczych. W rozgrywkach wzięło udział 6 klubów z całego archipelagu. Tytułu mistrzowskiego broniła drużyna KÍ Klaksvík, zdobywając go ponownie po raz siódmy w swojej historii.
Każdy zespół w tym sezonie rozegrał po cztery mecze z każdym z przeciwników. Mistrz Wysp Owczych dostawał prawo do gry w Pucharze UEFA Kobiet.

## Uczestnicy
| Uczestnicy 1. deild kvinnur 2004                                                                              | Uczestnicy 1. deild kvinnur 2004 | Uczestnicy 1. deild kvinnur 2004 | Uczestnicy 1. deild kvinnur 2004 |
| --- | -------------------------------- | -------------------------------- | -------------------------------- |
| KÍ | KÍ Klaksvík                      | 1                                |                                  |
| B36 | B36 Tórshavn                     | 2                                |                                  |
| AB | AB Argir                         | 4                                |                                  |
| EBS | EB/Streymur                      | 5                                |                                  |
| Nowi uczestnicy                                                                                               |                                  |                                  |                                  |
| FSV | FS Vágar 2004                    |                                  |                                  |
| GÍ | GÍ Gøta                          |                                  |                                  |
| Oznaczenia: - kolumna pierwsza – skróty nazw drużyn, - kolumna trzecia – miejsce zajęte w poprzednim sezonie. |                                  |                                  |                                  |

## Rozgrywki

### Tabela ligowa
| Lp. | Drużyna           | M  | Z  | R | P  | Bramki | Bramki | Różn. | Pkt | Uwagi                       |
| --- | ----------------- | -- | -- | - | -- | ------ | ------ | ----- | --- | --------------------------- |
| 1   | KÍ Klaksvík (M)   | 20 | 18 | 2 | 0  | 88     | 19     | +69   | 56  | Puchar UEFA • Runda grupowa |
| 2   | B36 Tórshavn      | 20 | 12 | 5 | 3  | 67     | 23     | +44   | 41  |                             |
| 3   | GÍ Gøta           | 20 | 8  | 2 | 10 | 31     | 57     | −26   | 26  |                             |
| 4   | AB Argir          | 20 | 6  | 4 | 10 | 33     | 49     | −16   | 22  |                             |
| 5   | EB/Streymur       | 20 | 5  | 3 | 12 | 28     | 51     | −23   | 18  |                             |
| 6   | FS Vágar 2004 (S) | 20 | 1  | 4 | 15 | 19     | 67     | −48   | 7   | Spadek do 2. deild          |

### Wyniki spotkań
| Gospodarz \ Gość | AB  | B36 | EBS | FSV | GÍ   | KÍ  |
| AB Argir         |     | 1:1 | 1:2 | 1:1 | 0:1  | 1:3 |
| B36 Tórshavn     | 4:0 |     | 4:0 | 5:0 | 11:1 | 2:4 |
| EB/Streymur      | 1:2 | 0:4 |     | 5:2 | 3:4  | 2:4 |
| FS Vágar 2004    | 0:2 | 1:5 | 0:4 |     | 3:4  | 0:2 |
| GÍ Gøta          | 1:0 | 0:3 | 2:2 | 2:0 |      | 1:3 |
| KÍ Klaksvík      | 7:0 | 1:1 | 5:0 | 8:0 | 5:1  |     |

Aktualne na 13 maja 2015. Źródło: FaroeSoccer.com
Objaśnienia:
1Drużyna gospodarzy jest wymieniona po lewej stronie tabeli.
Kolory: zielony – zwycięstwo gospodarzy, żółty – remis, różowy – zwycięstwo gości.
| Gospodarz \ Gość | AB  | B36 | EBS | FSV | GÍ  | KÍ  |
| AB Argir         |     | 1:6 | 4:0 | 3:3 | 6:2 | 2:2 |
| B36 Tórshavn     | 5:0 |     | 3:0 | 1:1 | 2:1 | 1:2 |
| EB/Streymur      | 0:2 | 1:1 |     | 1:1 | 3:1 | 1:4 |
| FS Vágar 2004    | 1:4 | 1:4 | 1:2 |     | 2:1 | 1:9 |
| GÍ Gøta          | 2:0 | 2:2 | 1:0 | 4:1 |     | 0:2 |
| KÍ Klaksvík      | 7:3 | 6:2 | 5:1 | 1   | 9:0 |     |

Aktualne na 13 maja 2015. Źródło: FaroeSoccer.com
Objaśnienia:
1Drużyna gospodarzy jest wymieniona po lewej stronie tabeli.
Kolory: zielony – zwycięstwo gospodarzy, żółty – remis, różowy – zwycięstwo gości.
Objaśnienia:
1. KÍ Klaksvík przyznano bezbramkowe zwycięstwo walkowerem.

## Najlepsi strzelcy
| Bramki | Strzelcy              | Drużyna        |
| ------ | --------------------- | -------------- |
| 27     | Malena Josephsen      | KÍ Klaksvík    |
| 22     | Halltóra Joensen      | B36 Tórshavn   |
| 21     | Rannvá Andreasen      | KÍ Klaksvík    |
| 16     | Ása Dam á Neystabø    | B36 Tórshavn   |
| 15     | Vivian Bjartalíð      | KÍ Klaksvík    |
| 13     | Olga Kristina Hansen  | AB Argir       |
| 11     | Bára Klakstein        | KÍ Klaksvík    |
| 11     | Elin Kathrina Thomsen | AB Argir       |
| 10     | Rudi Zachariassen     | EB/Streymur    |
| 9      | Mary-Ann Zachariassen | GÍ Gøta        |
| 7      | Joan Simonsen         | B36 Tórshavn   |
| 6      | 3 zawodniczki         | 3 zawodniczki  |
| 5      | 2 zawodniczki         | 2 zawodniczki  |
| 4      | 4 zawodniczki         | 4 zawodniczki  |
| 3      | 6 zawodniczek         | 6 zawodniczek  |
| 2      | 8 zawodniczek         | 8 zawodniczek  |
| 1      | 23 zawodniczek        | 23 zawodniczek |
| sam.   | 3 zawodniczki         | 3 zawodniczki  |